# Pseudathetis
Pseudathetis là một chi bướm đêm thuộc họ Noctuidae. Hiện tại nó được coi là đồng nghĩa của Hecatera. Chi này có loài Pseudophia fixseni hiện được đổi tên thành Hecatera fixseni.